# Ratibida columnifera
Espèce
Classification phylogénétique
Synonymes
- Ratibida columnaris
- Rudbeckia columnarisi
- Rudbeckia columnifera

Ratibida columnifera, communément appelée échinacée des prairies dressée (en anglais : upright prairie coneflower)  ou chapeau mexicain (en anglais : Mexican hat) est une espèce de plante à fleurs de la famille des Asteraceae, originaire d'Amérique du Nord. 

## Répartitions
Cette plante se trouve dans les prairies, les plaines, les bords de routes et les espaces rudérales du sud du Canada et de la majeure partie des États-Unis jusqu'au nord du Mexique.  

## Utilisations
Le peuple Zuñi, fait une infusion à base de cette plante et l'utilise comme émétique. 

## Variétés
Il existe une variété de cette plante, la Ratibida columnifera var. pulcherrima.